# Космос (списание)
Вижте пояснителната страница за други значения на Космос.
„Космос“ е българско списание, основано през 1962 г. като „научно-художествено списание за юноши“.
Излиза в 10 книжки годишно в обем първоначално 48 стр., по-късно – 68 стр. Към списанието се издава и цветно приложение под формата на малка книжка на определена тема или цветна фотография. Спира да излиза през 1994 г.
Създадено е по идея на Борис Ангелушев, който е автор е на графичния дизайн на първите броеве на списание „Космос“ през 1962 г. Списанието публикува научнопопулярни статии, криминални и научнофантастични разкази на български и чужди автори.

## Издаване
Списание „Космос“ е месечно издание (от 1962 г. до 1989 г. списанието излиза в периодичност от десет броя за календарна година, а от 1990 г. до 1994 г. излизат общо 39 броя). Нулевият брой на списанието е издаден през юни 1962 г.
Издател на списанието до 1989 г. е Централният комитет на Димитровския комунистически младежки съюз. Следващ издател е АД „Виком“, а авторските права са притежание на Издания „Петрум Ко“. Последният 39 брой на списанието излиза през декември 1994 г., а издател е „Медия Холдинг“ АД.
На 21 септември 2018 г. издаването на списание „Космос“ започва отново.

## Екип до 1989 г.
- Стефан Дичев, главен редактор
- Димитър Пеев, зам. главен редактор
- Светослав Славчев, зам. главен редактор
- Емил Коралов, зам. главен редактор
- проф. Петър Паунов,
- проф. Георги К. Георгиев,
- проф. инж. Никола Калицин,
- проф. Атанас Тотев,
- проф. Цвятко Мутафчиев,
- Христо Тилев

## Структура
В нулевия брой на списанието от 1962 г. неговите създатели определят формата и тематиката на изданието като трибуна на всички раздели на науката и техниката, написани достъпно, увлекателно и с богати илюстрации.
Всяка книжка ще съдържа научнофантастични и приключенски разкази, очерци за пътешествия и научни постижения, разкази за самоотвержения труд, който ражда смелата мисъл, подвига и новите открития.
Още от нулевия брой започват някои от постоянните рубрики като „Природен календар“, „Астрономически календар“, „Любопитни факти“, „Шахмат“, „Хумор“, „Забавна страница“ (с игри и кръстословица), „Спорт“, „Направи сам“. Броят включва още: научнофантастични и приключенски разкази, статии за цивилизацията на инките, Северния полюс, кашалотите, ядрената енергетика, астрономията, магнетронните лампи, материали за велики личности и учени като Юрий Гагарин и Джеймс Ват и т.н.
През следващите години тематиката се запазва и разширява – сред задължителните теми в броевете са изучаването на космоса, пътешествията в далечни страни, представянето на древни цивилизации, статиите за животни, текстовете за най-актуалните научни достижения и велики личности от света на науката.
Сред авторите на научнофантастични и приключенски разкази през годините са имена като Рей Бредбъри, Артър Конан Дойл, Артър Кларк, Хърбърт Уелс, Айзък Азимов, Алан Инес, Робърт Шекли, Станислав Лем, Дмитрий Биленкин, Любен Дилов, Антон Дончев, Георги Генов, Димитър Пеев, Светослав Славчев, Никола Чупаров и много други.
През годините, когато излиза списанието то служи за „прозорец към света“ отвъд Желязната Завеса. Редакцията на сп. „Космос“ е абонирана както за водещите съветски, така и за водещите западни научни издания, информацията от които служи за рубриката „Предава Космос“, където се публикуват новините за научни открития. През втората половина на 80-те години на ХХ в. периодичността нараства от 10 на 12 броя годишно. Това е показател за подчертания интерес от страна на читателската аудитория към изданието.

## Оформление
Култовият облик на списанието, както и корицата на първия брой – момченцето загледано в звездното небе – е дело на Борис Ангелушев.
През годините илюстратори към разказите и статиите са български художници като Любен Зидаров, Александър Денков, Борис Димовски, Стоян Анастасов, Иван Кирков, Мана Парпулова, Георги Ковачев, Иван Кожухаров, Стоян Дуков, Богдан Бенев, Иван Гонгалов, Николай Буков, Румен Скорчев, Стоян Шиндаров, Никифор Русков, Георги Трифонов, Светлозар Сребров и много други.

## Тираж
Според заместник главния му редактор Светослав Славчев тиражът на списанието е достигнал 210 000 бр. през 80-те години на ХХ в. Това число е значително за специализирано издание – за сравнение най-тиражният вестник от този период „Работническо дело“, орган на ЦК на БКП, се издава в 800 000 броя.
Така „Космос“, заедно със сп. „Паралели“ и „Младеж“, попада сред първите три най-четени месечни издания.

## Целева аудитория
Списанието е насочено към основно към най-младите читатели, което е формулирано в обръщението на главния редактор в нулевия брой на списанието: „Драги читатели – родители, учители, пионерски ръководители, пионери“.

## Последни години
В края на 1988 г. сп. „Космос“ е обединено със сп. „Наука и техника за младежта“, което не се приема добре от екипа на изданието. Този етап от историята на списанието остава скрит до излизането на бр.1 през 1991 г., когато в редакторската статия подписана от екипа на изданието открито се споменава опитът да бъде „ударен“ Космос в „онези години“.
Според същата статия поради трудностите и хаоса настъпил в Разпространението на печата след 10 ноември 1989 г. печатница „Георги Димитров“ решава да се „отърве“ от списанието поради големия му тираж, ето защо през 1990 г. излизат само 6 броя. Тонът на това редакторско обръщение е много горчив и разочарован, но екипът заявява, че въпреки опитите да бъде спряно издаването на списанието и очернянето на редакторите, те упорито са служили само на общочовешките ценности през тридесетгодишната история на списанието и че ще продължат в същия този дух. 
От 1991 г. главен редактор на списанието е Магдалена Исаева, а зам. главен редактор е Йордан Костов. През 1991 и 1992 г. излизат само по три броя от списанието, а през следващата 1993 г. изданието се публикува в седем книжки, но вече издател е Издателски комплекс „Труд“.
Във навечерието на своята тридесет и трета годишнина като издание през 1994 година списанието се издава от Медиа Холдинг АД (издателят на в-к Труд), но това е и последната година в историята на списанието – излизат 12 броя, а след това издаването на сп. „Космос“ е преустановено. В свое интервю за в-к „Пари“ Тошо Тошев (главен редактор на в-к Труд от 1991 до 2010 г. и член на Съвета на директорите на „Медия Холдинг“ АД) споделя: „Списание „Космос“ излизаше на загуба и затова временно спряхме издаването му.“
Търговската марка „Списание Космос“ е интелектуална собственост на „Медиа Холдинг“ АД.